# Брага, Марк Андронович
Марк Андро́нович Бра́га (1910—1985) — советский комбайнёр. Новатор сельскохозяйственного производства, сотрудник колхоза «Россия» Голопристанского района Херсонской области УССР. Дважды Герой Социалистического Труда (1949, 1958).

## Биография
Родился 4 (17) февраля 1910 года в селе Малый Клин Днепровского уезда Таврической губернии Российской империи (ныне не существует, территория Скадовского района Херсонской области Украины). Украинец. С 1935 года работал в Бехтерской машинно-тракторной станции (Голопристанский район): помощником машиниста и машинистом молотилки, трактористом и комбайнёром. В 1940 году был награждён серебряной медалью Всесоюзной сельскохозяйственной выставки.
Участник Великой Отечественной войны: в октябре 1944 – мае 1945 – слесарь ремонтного взвода 857-го артиллерийского полка (2-й и 3-й Украинские фронты). Участвовал в Будапештской, Балатонской и Венской операциях. Во время боёв у озера Балатон (Венгрия) в боевой обстановке ночью на переднем крае восстановил две боевые автомашины, за что был награждён медалью «За боевые заслуги».
После демобилизации вернулся в село Бехтери. Из трёх списанных полуразобранных комбайнов собрал один прицепной зерноуборочный комбайн «Сталинец-1» и в жатву убрал на нём более 700 гектаров зерновых. В 1948 году впервые испытал метод ночной уборки. Строгое планирование действий экипажа, почасовой график работы комбайна и обслуживающего его транспорта, выгрузка зерна на ходу – эти и другие методы труда позволили ему за 25 дней в 1948 году намолотить с убранной им площади 8844 центнера зерновых и 1161 центнер масличных культур.
В 1958—1982 годах – комбайнёр колхоза «Россия» Голопристанского района Херсонской области (Украинская ССР). В 1967 году убрал 673 гектара зерновых и намолотил 16 846 центнеров зерна.
При содействии М. А. Браги в Бехтерской средней школе был создан комбинат производственного обучения, в котором он до конца своей жизни работал учителем производственного обучения (преподавал учащимся тракторное дело). Последний выпуск трактористов под его руководством был произведён в мае 1985 года.
Жил в селе Бехтери Голопристанского района Херсонской области (Украинская ССР). Умер 17 июля 1985 года. Похоронен на кладбище в городе Голая Пристань.

## Награды и звания
- Дважды Герой Социалистического Труда:
  - 17.06.1949 — за высокий обмолот зерновых и масличных культур
  - 26.02.1958 — за успехи в развитии сельского хозяйства
- шесть орденов Ленина (17.06.1949; 22.05.1950; 21.04.1952; 24.08.1953; 10.06.1954; 24.12.1976)
- орден Октябрьской Революции (8.04.1971)
- орден Отечественной войны 2-й степени (11.03.1985)
- орден «Знак Почёта» (13.03.1974)
- медали
- Заслуженный механизатор сельского хозяйства Украинской ССР
- две большие золотые и другие медали ВСХВ.

## Память
В городе Голая Пристань М. А. Браге установлен бронзовый бюст. Фото

## Интересные факты
- В 1975 году, в честь его сороковой жатвы, Герою был вручён именной комбайн с надписью «Дважды Герою Социалистического Труда М. А. Браге от ростсельмашовцев». В настоящее время этот комбайн установлен на постаменте как памятник трудовой славы в районе города Голая Пристань.[3]
- За 47 лет работы комбайнёром Марк Андронович Брага намолотил 630000 центнеров зерна — это 35 эшелонов![4]

## Сочинения
- Брага М. А. Главная моя жатва = Головні мої жнива (на укр. языке). — Симферополь: Таврия, 1982. — 61 с.
- Брага М. А. Поле жизни моей…. — М.: Политиздат, 1984. — 112 с.